# 魔法陣都市
《魔法陣都市》（日语：サイレントメビウス）是日本漫畫家麻宮騎亞在《月刊Comic Comp》（角川書店刊）從1988年開始連載
（途中移籍《月刊Comic Dragon》）的一部科幻漫畫。

## 概要
- 本作品是麻宮騎亞的科幻漫畫代表作之一，故事以未來的特殊女警為主題，並融入了魔法、愛情、裸露和恐懼等元素而結合於一身。1988年開始在《月刊Comic Comp（日语：月刊コミックコンプ）》（角川書店刊）連載（1994年途中移籍富士見書房的《月刊Comic Dragon（日语：月刊コミックドラゴン）》繼續連載），2003年完結，單行本全數12冊（包括前傳1冊和外傳2冊總共有15冊）。中文版由台灣東販出版發行。
- 動畫方面，先有兩部高水平的電影動畫，分別於1991年8月17日和1992年7月18日在松竹（第1部在松竹系，第2部在松竹東急系）公開上映。後來1998年4月7日至6月29日在東京電視台播出全26集的電視動畫，動畫則由RADIX主導製作。
- 2005年，因原作者住院，原本預定在同年年末開始連載原作系列的後代的故事「魔法陣都市 Neos（サイレントメビウス ネオス）」停止連載。
- 2006年，紀念麻宮騎亞當漫畫家出道20週年，從同年4月下旬開始每個月2卷方式發行新書版本，標題名為《魔法陣都市 完全版》。內容收錄了新的封面插圖和再次呈現全彩色的原稿，並在各卷增加彩色插圖集、設定資料以及新規取材企畫等，由德間書店發行。
- 2010年9月10日，紀念作品中的主角AMP成員之一彩弧由貴的生日，至10月1日為止在網路線上進行配信總共4回的限時廣播。但很快的，同年10月11日舉辦公開録音活動，並在同年10月15日追加配信全1回的「公開録音SP」。
- 2011年2月，發行文庫版包含前傳「魔法陣戰線（日语：メビウスクライン）」及外傳「魔法陣都市 最後傳說（日语：サイレントメビウス テイルズ）」全部總共8冊，由出版。
- 2013年8月，開始在講談社《月刊Young Magazine》第9號連載續篇《魔法陣都市 QD》（日语：サイレントメビウスQD＜クアドリガ＞）[1][2][3]。至2018年7號完結。
- 2015年12月開始在講談社將之前發行的文庫系列展開電子書籍發佈。
- 2017年1月5日宣布改編成舞台劇，3月29日至4月2日上演[4]。

## 作品系列
魔法陣都市／Silent Möbius作品共分為9個主要系列：

### 單行本
- 魔法陣都市（Silent Möbius的正篇）
  - Conp Comics－6冊為止
  - Dragon Comics－全12冊，台灣中文版由台灣東販正式授權發行
  - 角川Comics Dragon Jr.（日语：角川コミックス）－麻宮騎亞精選2～16 全15冊
  - Tokuma Comics－完全版 01～12冊 全12冊
  - 文化社漫畫文庫（日语：ぶんか社）／講談社電子書籍－全8冊（包含最後傳說／Möbius Klein）
- 魔法陣戰線／Möbius Klein（Silent Möbius的前傳）
  - 電擊Comics EX－Silent Möbius 0，中文版由尖端出版正式授權發行
  - 角川Comics Dragon Jr.－麻宮騎亞精選1 Silent Möbius 第0冊
  - Tokuma Comics－Silent Möbius Klein 完全版 第00冊
  - 文化社漫畫文庫／講談社電子書籍－收錄在第8冊
- 魔法陣都市 最後傳說／Silent Möbius Tales（Silent Möbius的正篇外傳）
  - GFantasy Comics－全2冊，台灣中文版東立出版社正式授權發行
  - Tokuma Comics－Silent Möbius Tales 完全版 13～14冊 I～II 全2冊
  - 文化社漫畫文庫／講談社電子書籍－收錄在第7冊
- Conp增刊 麻宮特集號
- Conp增刊 麻宮特集號2
- 魔法陣都市 QD／Silent Möbius Quadriga（Silent Möbius的續篇）
  1. ISBN 978-4063770544 2014年11月6日發行
  2. ISBN 978-4063773088 2016年3月4日發行

### 動畫
- Silent Möbius 劇場版（上篇）－1991年8月17日首映
- Silent Möbius 2 劇場版（下篇）－1992年7月18日首映
- Silent Möbius TV版－1998年4月至9月首播

## 故事簡介

### Silent Möbius 漫畫版
公元2000年開始，在日本的東京不斷有怪異的事情發生，當地警察叫這一類的事件做「The Creatures' Trap」，原來這一切都是由異次元世界『鬼幻星』的妖魔們引起，牠們想獲取過往人類世界大門的「鑰匙」。進入21世紀後，人口過剩和環境污染等問題已達至可怕的地步。2023年時，人類成立了名為「對妖魔用特殊警察 - AMP」的官方組織，專門處理由妖魔引起的第3類特殊事件。故事的展開是2026年的東京...

### Silent Möbius 劇場版（上篇）
公元2028年，香津美已是AMP的主力成員。故事交代了4年前（2024年）的香津美，原本只是個在美國夏威夷生活的平凡少女，因母親病重而回到東京探望她的經過。其間，從母親的口裡得知已死的父親是個了不起的大魔道士及得知到妖魔世界的存在，並了解到父母的犧牲對自己的意義。

### Silent Möbius 2 劇場版（下篇）
故事是上一集劇場版的連續，繼續以2024年為背景。母親死後，香津美的心裡未能接受父親的遺產 -『魔法』、母親的死去、平凡生活的完結、及被迫加入AMP等等的事情。一臉怒火地就向AMP等人發泄，卻不得要令。心灰意冷的她意圖放棄自己，卻在這時遇到了生命中的注定的好友 - 彩弧由貴。由貴的熱心支持使她重拾做人的信念，最後接受了自己的命運。

### Silent Möbius TV版
故事的時間線、內容與漫畫版相若（2026年之後）。

### Möbius Klein 漫畫版（前傳）
故事的時間線回到1999年的東京，交代了香津美的父親凱立・立吉爾當年執行《G計劃》的前後及封印魔界大門的經過。

### Silent Möbius Tales 漫畫版（外傳）
對各個角色進行深入的理解或回憶，以單元性的故事來描述，並對前13冊的Silent Möbius漫畫版作細節上的解釋。

## 登場人物

### AMP
香津美・立吉爾（聲：松井菜櫻子／香港：梁少霞）
出生日：2006年8月1日 22歲（2028年）、出生地：夏威夷（美籍日本人）、身高：165cm、重：52kg、三圍：83-60-85cm、足：23.5cm、血型：O、星座：LEO
承繼著父親大魔道士凱立・立吉爾的強大魔法，本身作為異次元世界通往人類世界之間的「鑰匙」而存在。18歲前在夏威夷生活，父親早逝，母親則住在東京，因母親病重而回到東京探病，母親死前把她父親的遺物（一本魔法書及一條六芒星形狀的紅水晶頸鏈吊嘴）交付給了她，從此因而改變了命運。18歲時（2024年）加入AMP，其後成為魔道士，是AMP對抗妖魔『Lucifer Hawk』的主戰鬥力，劍皇『Grospoliner』的主人，時常於愛與恨之間兜圈子。嗜好是觀賞錄影帶，其中曾經把她最喜歡的超人七號電視特攝劇集給全部看完。
彩弧由貴（聲：岡本麻彌／香港：鄭麗麗）
出生日：2010年9月10日 18歲（2028年）、出生地：日本、身高：155cm、重：46kg、三圍：78-58-82cm、足：22.5cm、血型：A、星座：VIRGO
技術上被稱作『YLPER WEAPON』的超能力者，小時候是孤兒的她被日本政府拿來作「超感官人體兵器」實驗體，這個秘密計劃的名稱叫作《YLEM PROJECT》，被實驗的對象都是無助的孤兒，而她便是整個計劃中唯一的成功例子。在計劃中，她的編號為B-007，但計劃於10年前（2020年）被廢止。她的能力有：預知、心靈感應、把物體作空間電傳（Teleportation）、把投射物反彈（防盾）及令物體爆炸。在AMP中，是年紀最少的可愛成員，所以很受各人愛護，是蕾比亞的助手，為人樂天，最大的嗜好是煮咖啡，並以經營咖啡店為副業。
奇蒂・菲尼爾（聲：鶴弘美／香港：沈小蘭）
出生日：2005年10月4日 23歲（2028年）、出生地：澳洲、身高：166cm、重：不明、三圍：85-60-88cm、足：24cm、血型：B、星座：LIBRA
2023年前是一名刑警，在一次追捕一名改造人的案件中，身體受到重創，為了為死去的同僚復仇，自己也成了戰鬥用改造人（Megadyne）。2023年時，在AMP剛成立的初期，由拉莉課長提拔並加入AMP，強項是力氣大。由於背景是個刑警，所以很會用槍械等武器。直情、男性化性格，時常喜歡與香津美吵架。喜歡吃30倍辛辣的咖哩。劇場版設定是留著一頭綠色的波浪捲。
闇雲那魅（聲：本多知惠子／香港：陸惠玲）
出生日：2008年6月26日 20歲（2028年）、出生地：日本、身高：159cm、重：48kg、三圍：80-52-82cm、足：23cm、血型：AB、星座：CANCER
自日本古代已存在的『闇雲家』地下神宮一族的後繼人。15歲起，祖父把她交托給拉莉課長栽培。她有一兄一姊，二人均未能通過家族中受付御神刀的傳統試練。18歲時，她按傳統接受試練，並成功通過麒麟聖獸的考驗而承繼了家族中代代相傳的神器 -『麒麟之御神刀』，是個以靈力來對抗妖魔的AMP成員。個人有極嚴重的潔癖症，怕老鼠多過怕妖魔。衣裝也與其他AMP成員不同，她除泳衣以外就只會穿神衣（全白色的日式巫女和服），為以防衣服被弄髒而無替換衣物，在她的個人衣櫃藏有大量備份的巫女和服。
蕾比亞・馬培力克（聲：高島雅羅 (劇場版)／永堀美穗 (電視動畫版)／香港：袁淑珍）
出生日：2001年3月18日 27歲（2028年）、出生地：洛杉磯、身高：173cm、重：54kg、三圍：93-61-90cm、足：24cm、血型：A、星座：PISCES
擁有特α級能力的「電子幻象者」，通過軌道人工衛星「Donald」的支援，能比一般電子幻象者處理多達3,000倍的電子資訊和情報。身體五覺『視、聽、嗅、味、觸』均可通過電子變換而完全溶入電子網絡空間之中。加入AMP後，她研發出三種以人工智能（A.I.）為主的神器，抱括：Louie（外表像一幅牆的超級電腦）、Dewey（智能機械人）及 Huey（智能摩托車）。在AMP中，是眾隊員的領袖，指揮著AMP行動上的運作。擁有近36吋巨乳的她在漫畫版中極為性感，有著一把金黃色的長直髮，而在劇場版中則改為較保守的短髮，嗜好是收集耳環。
在連載之前的設定是和香津美已經是搭檔。
續篇《魔法陣都市QD》的設定是從拉莉的手中交接成為新世代的AMP署長。
拉莉・夏安（聲：藤田淑子）
出生年：2007年 31歲（2028年）、出生地：不明、身高：176cm、重：55kg、三圍：88-63-90cm、足：24cm、血型：不明、星座：不明
AMP的創辦人，職銜是課長（後進升為署長），母親是人類，而父親則是妖魔。當使用魔力時，前額上會出見咒文狀的符號，單人能與上級妖魔匹敵。因擁有人類的外表和妖魔的可怕力量，小時候時常被別人白眼，很難被一般人去接受。但她相信既然來到這個世上，就應有一定的使命。她以「以魔抗魔」的概念方式，找來了精神力較強的女性，組織了AMP。並認為當某天戰爭完結的時候，女性能生育下一代，這就是為何AMP只有女性的原因。
磯崎真奈（聲：小山茉美／香港：黃鳳英）
出生年：不明、出生地：日本、身高：170cm、重：52.5kg、三圍：不明、足：不明、血型：不明、星座：不明
使用印度佛教力量的魔法使用者。拉莉進升為署長後，磯崎於2028年加入AMP並取代了拉莉，成為新的AMP課長。劇場版未出場。
藍菁（聲：平松晶子／香港：黃麗芳）
出生年：不明、出生地：香港、身高：153cm、重：44kg、三圍：不明、足：不明、血型：O、星座：不明
以風水為能量的魔法使用者，祖父是大魔道士黃・阿瓦蘭榭（Avalanche Wong），原居住於香港新九龍，由祖父推薦她給磯崎課長而加入AMP，是劍帝『Gesso』的主人，小小年紀但能力超強、自慠又可愛、最討厭別人叫她跟香津美比較。劇場版未出場。

### 妖魔界
卡諾薩・馬克西米利安（聲：鹽澤兼人／香港：蘇強文）
當日為了獲取力量而把自己的靈魂、身體及自己的未來時間，以作為契約的底押給了鬼幻星的女神『Nemesis』，代價卻異常痛苦，為了從永恆的精神禁固中獲得解脫，不斷做出有違人類道德的事。
羅莎・夏安（聲：高島雅羅）
拉莉的妹妹，選擇了與姐姐完全不同的道路。她憎恨人類，加入妖魔。

### 其他
羅伯特·戴維斯（聲：橋本晃一／香港：陳卓智）
暱稱羅伊。機動警察部隊的成員，香津美的男友。妖魔為了激發香津美的仇恨而把他殺害，慘死在床上。
凱立・立吉爾（聲：納谷悟朗）
香津美的父親，魔道士協會的大魔道士，懂運用太陽系13顆行星級的精靈作為高階魔法，是劍皇『Grospoliner』的前主人。身份高貴，知名度高，很受各界專重，為《G計劃》的關鍵核心人物，於香津美年少時早逝。
巫由伽・立吉爾（聲：池田昌子）
婚前：巫由伽・葉月（Fuyuka Hazuki）
香津美的母親，未婚前（1999年前）是日本TKB關東電視台的人氣記者。在劇場版中，因受了妖魔的詛咒而患病，為保護魔法力量尚未醒覺的香津美而與妖魔們同歸於盡。
劍皇 - 葛絡斯波利那（聲：川久保潔）
請參考〔魔道學用語〕部份。

## 用語

### 一般用語
- AMP（Attacked Mystification Police Department）

由拉莉・夏安於2023年成立的「對妖魔用特殊警察」部門，英文簡稱「AMP」。成員全由一些擁有特殊能力的女性組成，部門位於Mega Tokyo的00分署，而舊的99分署則位於舊新宿。AMP屬已被私有化的警察部門，由於在職權上凌駕於其他的警察部門，故時常受到其他部門的冷待或不滿。
- YLPER WEAPON

由《人體兵器開發計劃 - YLEM PROJECT》而研發出來的生物兵器。培育嬰兒，以小孩作為實驗體，植入超能力細胞，並把人體變成兵器，小時候的彩弧由貴便是其中之一，開發者是田島博士，由於開發過程和項目內容過於不仁道，日本政府於2020年時把計劃擱置，其中「YLPER」一詞有Ylem Perception之意。
- 軌道電梯 SPIRAS

位於東京灣邊緣的超巨大人工「螺旋漏斗狀」建築，高度直達大氣層外的軌道衛星航空港口，名為『SPIRAS』的超級大型電梯。電梯位於東京地面基部的直徑闊度達10km，離地面越高，直徑會慢慢收少並減至平均200-300m，一直連接至大氣層外的軌道空港，這與機動戰士GUNDAM 00中的軌道電梯非常相似。而在現實中也有這類的結構概念，稱作Space Elevator。
- G計劃（Project Gaia）

20世紀末期，人類世界的各種消耗將快達至飽和，污染問題嚴重，氣候反常，7月東京的平均氣溫竟仍停留在18℃，有時甚至下雪，「四季」這個名詞基本上已從日本消失了。由日本政府委託給凱立・立吉爾領導的一個名為《G計劃》的世界拯救計劃，通過兩個世界（人界和魔界）的雙方契約訂立，互相交換不良份子，以達至彼此互救的目的。計劃預定的執行時間是公元1999年7月7日淩晨00：00，地點是東京都廳舍。凱立自己負責魔道學方面的領域工作，而科學方面就由史蒂芬・L・馬弗利克博士領導，務求以「魔道學」與「科學」結合之下達到目的。這個計劃的出現，就是整個Silent Möbius故事系列的源點。
- 粒子迴旋加速器

1970年的大阪萬國博覽會中，邀請了世界各地的技術菁英而開始建造的一項世紀大工程，由蕾比亞的祖父史蒂芬・L・馬弗利克博士帶領下設計，建造年期長達30年，並於1999年全部落成。粒子迴旋加速器的圓週全長約283km，裝置固定於地底100m的深度，成圓形。從俯視圖角度看，極像是一個超大型的魔法陣。在現實世界中，位於瑞士日內瓦也有類似的大型強子對撞機。而在荷里活電影《Angels & Demons》中，這類裝置甚至可以製造神的粒子（God's Particle）。
- 第3類判別事件

即一切與妖魔有關的事件，一般警察會轉交這種級別的案件，由AMP處理。

### 機械用語
- Simurgh CEF-001B

AMP新導入的大型指揮戰略機，由蕾比亞駕駛，用作指揮和支援AMP全體的外勤作戰任務。機身全長：26m、闊：16.5m、高：7.2m、淨重：42,000kg、最重負荷：63,000kg、最大搭載員：6 人。重力源：B99-RN-1反應爐× 1、推進力：J88SN-3熱核引擎× 1（推力70,000kg）、基本航速：560km/hr（市街實用速度）、最大航速：M3.3（3,920km/hr）。
- Stozwind（AMP Police Spinner）

香津美於劇場版中出場的時候所乘坐的3輪黑褐色飛行警車，是AMP才有的指定型號，由磯崎課長提意開發，為Spinner飛行車系列的高階版本，可垂直升降著陸。車身全長：6.5m、闊：2.36m、高：1.4m、淨重：4.4m、最大搭載員：1 人。推進力：2,300kg、重力制御裝置× 1、基本航速：560km/hr（市街實用速度）、最大航速：890km/hr、陸上行速：280km/hr。

### 魔道學用語
- 妖魔

妖魔的正確名稱其實叫作『Lucifer Hawk』，就跟我們常用「人類」一詞來形容我們是地球上的一個種類一樣，而Lucifer Hawk就是妖魔在異次元世界『鬼幻星』裡用來形容牠們自己的種類。在中文版的Silent Möbius慢畫中和劇場版的中文字幕裡，採用了「妖魔」一詞只是為了另讀者較容易明白而已。
- 涅梅西斯（Nemesis）

統治異次元世界『鬼幻星』的女靈神，沒有實體，身體極像一個在天空飛舞的有翼發光天使，擁有最強的魔法力量。拉莉和卡農薩便是跟她訂下了契約才有那強大的魔力。
- 鬼幻星

即妖魔們居住的世界。
- 劍皇 - 葛絡斯波利那（　）

外表是一把長約7呎（不計尾部），刀鋒成不規則形狀的黑鐵色巨劍，刀鋒寬闊，本體是具有高智慧的生物，只會聽從於以血作為契約的主人，稱作『血之契約』。當契約成立後，因已屬於主人身體的一部分，原本過百千克重的劍身重量會完全消失，主人不容易察覺出牠的重量，故香津美這類驕小的身驅也能把牠揮動自如。當配合13顆行星級精靈的魔法使用下，可使出究極的破壞力。
- 血之契約

香津美用於解除劍皇封印時所訂下的契約，當契約成立後，劍皇會與主人在精神上成為一體。
- 麒麟之御神刀

地底神社『闇雲家』承繼者的証明，刀身全長只有一呎，是把小刀。擁有御神刀的人，必需通過麒麟聖獸的考驗及承認。不被承認的人，就連刀刃也拔不出來。
- 劍帝 - 傑梭（Imperial Sword Gesso）

與劍皇葛絡斯波利那屬同級的巨劍，但並未具有智慧，劍鋒極幼薄並成金色，劍身上刻有咒文，劍頭成V字形狀，現主人是風水魔法使藍菁，傑梭能使出『雷之陣』、『火之陣』、『水之陣』和『地之陣』等攻擊。
- 魔劍 - 梅迪姆

是一把外觀與Rambo刀相約的魔刀，本體是具有智慧的生物，會控制主人的意志，威力與劍皇相約，持有者根本沒有能力擺脫其控制，直至把持有者所愛的人殺掉。在控制持有者其間，牠會凍結持有者的生理時間，磯崎課長便是在前次妖魔大戰中的受害者。最後，香津美亦因殺掉了菲尼爾而從牠的控制中解脫。
- 惑星靈

太陽系13顆行星中的精靈，只有大魔道士級的人才有能力跟牠們訂下契約，香津美的父親和她自己便是例子。
- 銀之鏡

香津美在呼喚『月之精靈』時所使用的防御咒文。
- 五靈

闇雲家五大靈獸，包括：『麒麟、玄武、青龍、朱雀、白虎』。
- 麒麟

闇雲家五大靈獸之中最高級的聖『仁獸』，並寄附於『麒麟之御神刀』上。
- 地底神社

闇雲一族代代相傳的地下神社，位於離地面以下300m的地方，於280m處設有電梯直通地面，方便進出。
- 若水

那魅護身用的聖水，含有驅靈力，可對付下級妖魔。

## 製作人員

### Silent Möbius 劇場版（上篇）
- 原名：《SILENT MÖBIUS - THE MOTION PICTURE》，於1991年8月17日在日本上映。
- 總監督：菊池通隆
- 監督：富澤和雄
- 脚本：重馬敬、麻宮騎亞
- 人物設定：菊池通隆
- 設計：出渕裕、森木靖泰、幡池裕行、明貴美加、渡部隆
- 作畫指導：青木哲朗、柳、阿部邦博、梶島正樹、西井正典
- 美術指導：平城徳浩
- 音響指導：山田悦司
- 音樂：和田薫
- 協力製作：AIC
- 製作：角川書店
- 配給：松竹

### Silent Möbius 2 劇場版（下篇）
- 原名：《SILENT MÖBIUS 2 - THE MOTION PICTURE》，於1992年7月18日在日本上映。
- 導演：井出宏軌
- 監修：麻宮騎亞
- 脚本：中村學
- 人物設定：菊池通隆
- 設計：出渕裕、森木靖泰、幡池裕行、明貴美加、渡部隆
- 作畫指導：北島信幸、西井正典、松原秀典
- 美術指導：平城德浩
- 音響指導：山田悅司
- 音樂：和田薫
- 協力製作：AIC
- 製作：角川書店、JVC、GENEON ENTERTAINMENT
- 配給：松竹

### 電視動畫
- 原作：麻宮騎亞（德間書店刊）
- 企畫製片：岩田圭介（東京電視台）、湯淺昭博（創通Agency）
- 劇本統籌：川崎裕之、殿勝秀樹
- 人物設定：田中誠輝
- 概念設定：森木智泰
- 美術指導：岩瀨榮治
- 色彩設計：川見拓也、今井亞津子
- 攝影指導：小澤次雄
- 音響指導：田中英行
- 音樂：Jimmie Haskei、Suzy Katayama、須藤賢一、古川貴司
- 音樂企劃：井上俊次
- 動畫指導：武内宣之
- 片頭動畫：山下敏成
- 音響効果：庄司雅弘（Fizz Sound Creation）
- 錄音製作：AUDIO、Tanaka
- 製片：戶澤更成（東京電視台）、板橋秀德（創通代理）、野村宙（RADIX）
- 導演：殿勝秀樹
- 協力製作：SHAFT
- 製作：東京電視台、創通Agency、RADIX

## 主題歌

### 片頭曲
- Silent Möbius TV版：

作詞：田久保真見，作曲：井上大輔，編曲：須藤賢一，主唱：石塚早織

### 片尾曲
- Silent Möbius 劇場版（上篇）：「SILENT MÖBIUS～Sailing」

作詞：笹野滿，作曲：中村英夫，編曲、主唱：東京少年
- Silent Möbius 2 劇場版（下篇）：

作詞：上田知華，作曲：上田知華，編曲、主唱：鈴木彩子
- Silent Möbius TV版（第1話至第19話）：「Silently」

作詞、主唱：莫文蔚，作曲：井上大輔，編曲：須藤賢一
- Silent Möbius TV版（第20話至第26話）：「Till the End of time」

作詞：Isabella Dante，作曲：Brett Raymond，編曲：Tom Keane，主唱：Jason Scheff And Mica Okudoi

### 插入歌
- Silent Möbius 劇場版（上篇）：「濃霧 ～NONE」

作詞：小笠原千秋，作曲、編曲：和田薰，主唱：松井菜櫻子
- Silent Möbius 2 劇場版（下篇）：

作詞：菊池通隆，作曲、編曲：佐久間正英，主唱：松井菜櫻子、岡本麻彌
- Silent Möbius TV版：「With Everything I Am」

作詞：Amy Williams，作曲、編曲、演唱：Joseph Williams

## 各話列表
| 話數   | 首播日期      | 日文標題 | 中文標題         | 英文標題              | 脚本     | 分鏡                       | 演出       | 作畫監督                 |
| ------ | ------------- | -------- | ---------------- | --------------------- | -------- | -------------------------- | ---------- | ------------------------ |
| 第1話  | 1998年 4月7日 |          | 覺醒             | AWAKE                 | 川崎裕之 | 殿勝秀樹                   | 鐮仲史陽   | 下坂英男                 |
| 第2話  | 4月14日       |          | 決鬥             | DECIDE                | 川崎裕之 | 石山貴明                   | 岡嶋國敏   | 谷口守泰                 |
| 第3話  | 4月21日       |          | 東京的底層       | Tokyo Underground     | 川崎裕之 | 武內宣之                   | 安藤健     | 田中穰 伊藤良明          |
| 第4話  | 4月28日       |          | 試運轉           | BRAKE IN              | 川崎裕之 | 大庭秀昭 殿勝秀樹          | 大庭秀昭   | 清山滋崇                 |
| 第5話  | 5月5日        |          | 派對之夜         | Let's have a party    | 川崎裕之 | 石山貴明                   | 佐藤真人   | 宍戶久美子               |
| 第6話  | 5月12日       |          | 沒有結束的戰鬥   | megadyyne             | 關島真賴 | 日色如夏 殿勝秀樹 武內宣之 | 日色如夏   | 三浦和也                 |
| 第7話  | 5月19日       |          | 背後的正面       | KAGOME KAGOME         | 成田良美 | 鈴木利正                   | 鈴木利正   | 伊藤良明                 |
| 第8話  | 5月26日       |          | 繼承             | Yes, my Master!       | 川崎裕之 | 高橋滋春 殿勝秀樹          | 高橋滋春   | 淺沼昭弘                 |
| 第9話  | 6月2日        |          | 過去所愛的街角   | Tokyo Antique         | 川崎裕之 | 酒井伸次                   | 酒井伸次   | 谷口守泰                 |
| 第10話 | 6月9日        |          | 迷宮的記憶       | XRP-77                | 關島真賴 | 石山貴明                   | 栗山美秀   | 清山滋崇 福島喜晴        |
| 第11話 | 6月16日       |          | 機器機關的愛麗絲 | Alice in Logic-space  | 金卷兼一 | 小村敏明                   | 岡嶋國敏   | 下坂英男                 |
| 第12話 | 6月23日       |          | 被詛咒的羈絆     | Sister                | 成田良美 | 石山貴明 殿勝秀樹          | 大庭秀昭   | 三浦和也 清山滋崇        |
| 第13話 | 6月30日       |          | 第四個妖魔       | Category-IV           | 川崎裕之 | 星川孝文                   | 東風屋志郎 | 伊藤良明 武内宣之        |
| 第14話 | 7月7日        | 序曲     | 序曲             | Mobius Klein          | 菊池通隆 | 菊池通隆                   | 吉岡仙朋   | 下坂英男                 |
| 第15話 | 7月14日       |          | 九龍的少女       | LUM CHENG             | 川崎裕之 | 日色如夏 殿勝秀樹          | 日色如夏   | 淺沼昭弘 田中誠輝        |
| 第16話 | 7月21日       |          | 時刻的迷宮       | Labyrinth             | 高山克彥 | 木村真一郎                 | 岡嶋國敏   | 下坂英男                 |
| 第17話 | 7月28日       |          | 互相聯繫的昨晚   | Destiny               | 成田良美 | 小村敏明                   | 栗山美秀   | 福島喜晴                 |
| 第18話 | 8月4日        |          | 告別的夜晚       | DOMULL                | 川崎裕之 | 東風屋志郎 殿勝秀樹        | 岡嶋國敏   | 下坂英男                 |
| 第19話 | 8月11日       |          | 飄泊的最後       | Back of a coin        | 金卷兼一 | 奥田萬里                   | 工藤進     | 下坂英男                 |
| 第20話 | 8月18日       | 愛       | 愛               | LOVE                  | 川崎裕之 | 鈴木利正                   | 鈴木利正   | 伊藤良明 小原充 田中誠輝 |
| 第21話 | 8月25日       |          | 月亮誕生的夜晚   | Dark side of the MOON | 金卷兼一 | 立花源十郎 殿勝秀樹        | 大庭秀昭   | 淺沼昭弘 福島喜晴        |
| 第22話 | 9月2日        |          | 暗轉             | CRYING                | 川崎裕之 | 牧野行洋                   | 岡嶋國敏   | 下坂英男                 |
| 第23話 | 9月9日        |          | 再生者           | Life again            | 成田良美 | 山口直樹                   | 栗本       | 下坂英男                 |
| 第24話 | 9月16日       |          | 通往地獄之道     | HELL ROAD             | 矢成     | 東風屋志郎 殿勝秀樹        | 栗山美秀   | 飯田宏義 福島喜晴        |
| 第25話 | 9月23日       |          | 死鬥             | Count Down            | 川崎裕之 | 工藤進                     | 工藤進     | 田中誠輝 下坂英男        |
| 第26話 | 9月30日       | 希望     | 希望             | TOMORROW              | 川崎裕之 | 武内宣之                   | 鈴木利正   | 武内宣之                 |

## 畫冊和設定集

### 設定集
- SILENT MÖBIUS - THE MOTION PICTURE

劇場版（上篇）的資料設訂集，大部份為菊池通隆的插畫，特別以A3紙的大小印製（大型本），於1992年6月25日由角川書店發行，ISBN4-04-714506-8 C0376 P2400E。

### 單行本
- 魔法陣都市（Silent Möbius的正篇）
  - 月刊Conp Comics－6冊為止
  - Dragon Comics－全12冊，台灣中文版由台灣東販正式授權發行
  - 角川Comics Dragon Jr.（日语：角川コミックス）－麻宮騎亞精選2～16 全15冊
  - Tokuma Comics－完全版 01～12冊 全12冊
  - ／講談社電子書籍－全8冊（包含最後傳說／Möbius Klein）
- 魔法陣戰線／Möbius Klein（Silent Möbius的前傳）
  - 電擊Comics EX－Silent Möbius 0
  - 角川Comics Dragon Jr.－麻宮騎亞精選1 Silent Möbius 第0冊
  - Tokuma Comics－Silent Möbius Klein 完全版 第00冊
  - 社漫畫文庫／講談社電子書籍－收錄在第8冊
- 魔法陣都市 最後傳說／Silent Möbius Tales（Silent Möbius的正篇外傳）
  - GFantasy Comics－全2冊，台灣中文版東立出版社正式授權發行
  - Tokuma Comics－Silent Möbius Tales 完全版 13～14冊 I～II 全2冊
  - 社漫畫文庫／講談社電子書籍－收錄在第7冊
- Conp增刊 麻宮特集號
- Conp增刊 麻宮特集號2

## 漫畫
- 漫畫版的內容

漫畫版內的故事基本上已覆蓋了劇場版（上篇）及全部TV版的主要內容，而且較成人向（但不是18禁），由於有不少女性的裸露照，在部份的單行本中，出版商均列明並不合適於18歲以下之人仕閱讀。
- 漫畫版的冊數

正篇故事於1988年開始在《月刊Comic Conp》進行連載，1994年途中移至《Dragon Comics》繼續連載，前後推出單行本全數12冊。另於1994年4月在《電擊Comics EX》誌上推出前傳1冊，名為Möbius Klein。最後於2003年8月在《GFantasy Comics》推出兩冊外傳，名為Silent Möbius Tales。2013年8月開始在《月刊Young Magazine》連載續篇，名為Silent Möbius QD。以下以故事內的時間線順序列出各冊：
| 日文書名               | 中文書名            | 冊號    | 冊名              | 故事內容年份    | 出版社                      | 連載雜誌                                   |
| ---------------------- | ------------------- | ------- | ----------------- | --------------- | --------------------------- | ------------------------------------------ |
| Möbius Klein           | 魔法陣戰線          | Side 0  | ～ PROLOGUE ～    | 1999年          | MediaWorks 尖端出版         | 電擊Comics                                 |
| Silent Möbius          | 魔法陣都市          | Side 1  | ～ CAUTION ～     | 2026年          | 角川書店 台灣東販           | 月刊Comic Conp （角川書店）      |
| Silent Möbius          | 魔法陣都市          | Side 2  | ～ DANGER ～      | 2027年          | 角川書店 台灣東販           | 月刊Comic Conp （角川書店）      |
| Silent Möbius          | 魔法陣都市          | Side 3  | ～ WARNING ～     | 2027年          | 角川書店 台灣東販           | 月刊Comic Conp （角川書店）      |
| Silent Möbius          | 魔法陣都市          | Side 4  | ～ EMERGENCY ～   | 2028年          | 角川書店 台灣東販           | 月刊Comic Conp （角川書店）      |
| Silent Möbius          | 魔法陣都市          | Side 5  | ～ KEEP OUT ～    | 2028年          | 角川書店 台灣東販           | 月刊Comic Conp （角川書店）      |
| Silent Möbius          | 魔法陣都市          | Side 6  | ～ CATASTROPHE ～ | 2028年          | 角川書店 台灣東販           | 月刊Comic Conp （角川書店）      |
| Silent Möbius          | 魔法陣都市          | Side 7  | ～ CHAOS ～       | 2029年          | 角川書店 台灣東販           | 月刊Dragon Comics （富士見書房） |
| Silent Möbius          | 魔法陣都市          | Side 8  | ～ WAR GAME ～    | 2030年          | 角川書店 台灣東販           | 月刊Dragon Comics （富士見書房） |
| Silent Möbius          | 魔法陣都市          | Side 9  | ～ DESTROY ～     | 2030年          | 角川書店 台灣東販           | 月刊Dragon Comics （富士見書房） |
| Silent Möbius          | 魔法陣都市          | Side 10 | ～ REVENGE ～     | 2030年          | 角川書店 台灣東販           | 月刊Dragon Comics （富士見書房） |
| Silent Möbius          | 魔法陣都市          | Side 11 | ～ HEAVEN ～      | 2030年          | 角川書店 台灣東販           | 月刊Dragon Comics （富士見書房） |
| Silent Möbius          | 魔法陣都市          | Side 12 | ～ LIFE ～        | 2030年          | 角川書店 台灣東販           | 月刊Dragon Comics （富士見書房） |
| Silent Möbius Tales    | 魔法陣都市 最後傳說 | 1       | N/A               | 1999年至 2035年 | 史克威爾艾尼克斯 東立出版社 | GFantasy Comics                            |
| Silent Möbius Tales    | 魔法陣都市 最後傳說 | 2       | N/A               | 1999年至 2035年 | 史克威爾艾尼克斯 東立出版社 | GFantasy Comics                            |
| Silent Möbius Quadriga | 魔法陣都市 QD       | 1       | N/A               | 2047年          | 講談社                      | 月刊Young Magazine               |
| Silent Möbius Quadriga | 魔法陣都市 QD       | 2       | N/A               | 2047年          | 講談社                      | 月刊Young Magazine               |
| Silent Möbius Quadriga | 魔法陣都市 QD       | 3       | N/A               | 2047年          | 講談社                      | 月刊Young Magazine               |
| Silent Möbius Quadriga | 魔法陣都市 QD       | 4       | N/A               | 2047年          | 講談社                      | 月刊Young Magazine               |
| Silent Möbius Quadriga | 魔法陣都市 QD       | 5       | N/A               | 2047年          | 講談社                      | 月刊Young Magazine               |

## 相關作品

### CD
- 以下以發行日期順序列出：

| CD名稱                                                     | 內容類型                       | 生產號碼 | 發行日期       | 出版社                   |
| ---------------------------------------------------------- | ------------------------------ | -------- | -------------- | ------------------------ |
| SILENT MÖBIUS ～The Motion Picture Original Soundtrack～   | 劇場版 原聲音樂集              | VICL-178 | 1991年8月7日   | Victor 音樂產業株式會社  |
| SILENT MÖBIUS 2 ～The Motion Picture Original Soundtrack～ | 劇場版 原聲音樂集              | VICL-304 | 1992年7月18日  | Victor 音樂產業株式會社  |
| SILENT MÖBIUS ～Symphonic Oratorio～                       | 交響樂集                       | VICL-398 | 1993年5月21日  | Victor 音樂產業株式會社  |
| SILENT LOVERS ～Original Drama Album～                     | 對話劇集                       | SXCR-609 | 1994年4月21日  | SIXTY Music Network Inc. |
| SILENT MÖBIUS ～Memorial Best PANDORA DISC～               | 人物影像總歌集 （IMAGE ALBUM） | SXCR-614 | 1994年10月21日 | SIXTY Music Network Inc. |
| SILENT MÖBIUS ～Orginal Soundtrack Vol.1 SYMPHONY～        | TV版 原聲音樂集                | AYCM-607 | 1998年5月21日  | AYERS INC.               |
| SILENT MÖBIUS ～Orginal Soundtrack Vol.2 MELODY～          | TV版 原聲歌集                  | AYCM-612 | 1998年7月21日  | AYERS INC.               |
| SILENT MÖBIUS ～The Best Music Collection～                | TV版 總歌集                    | AYCM-622 | 1998年10月21日 | AYERS INC.               |

### DVD
收錄了兩部劇場版（上、下篇）合共112分鐘的作品，實際解像度為720×480像素（1.37:1）和附送兩隻劇場版原聲音樂集CD。生產號碼：VIZF-70，由Victor Entertainment於2007年4月25日發行。
收錄了TV版合共26話的作品，實際解像度為1.33:1，以7枚DVD型式制作發售，共長656分鐘。生產號碼：BCBA-4044，由Bandai Visual Co., Ltd於2011年2月25日發行。

## 舞台劇
以《舞台 魔法陣都市》為標題，2017年3月29日至4月2日在新宿Theatre sunmall公開上演。編劇、演出由細川博司負責，總合演出由松多壹岱擔任。
演員列表：
- 香津美·立吉爾：岩田華怜
- 奇蒂·菲尼爾：飛鳥凛
- 蕾比亞·馬培力克：鈴木
- 闇雲那魅：八坂沙織（日语：八坂沙織）
- 藍菁：關谷真由（日语：関谷真由）
- 彩弧由貴：有澤睦生
- 飛島茜：舞川美彌子（日语：舞川みやこ）
- ：雛形羽衣
- ：河野萬里奈
- 具志堅：林希美
- 御影：上田芽依
- ：霜月紫（日语：霜月紫）
- 羅莎·夏安：江守沙矢（日语：江守沙矢）
- ：正木航平（日语：正木航平）
- ：一瀨悠
- 井澤望：益滿洸輝
- 羅伯特·戴維斯：真山勇樹
- ：竹之內大輔
- 相田那智 ：土井裕斗
- 拉爾夫·波馬茲：篠宮穰祐
- 山本巡査部長：幸田承
- 卡諾薩・馬克西米利安：鹽川涉（日语：塩川渉）
- 磯崎真奈：船岡（特別參演）
- 拉莉·夏安：鳳惠彌（日语：鳳恵弥）（特別參演）
- 巫由伽·立吉爾：松井菜櫻子（友情參演）

## 外部連結
- TRON plus STATION （页面存档备份，存于） （日語）－菊池通隆／麻宮騎亞宮方網站。
- project AMP （页面存档备份，存于） （日語）－魔法陣都市的宮方企劃網站。
- 魔法陣都市 由貴的生日派對 （页面存档备份，存于） （日語）－響廣播電台節目官方網站。
- 講談社Comic Plus『魔法陣都市QD』 （页面存档备份，存于） （日語）
- （日語）－Pia
- Anime News Network - Silent Möbius TV （页面存档备份，存于） （英文）

## 電視節目的變遷
| 東京電視台 星期二18時00分－18時30分 節目 | 東京電視台 星期二18時00分－18時30分 節目 | 東京電視台 星期二18時00分－18時30分 節目 |
| ---------------------------------------- | ---------------------------------------- | ---------------------------------------- |
|                                          | 魔法陣都市 （1998年4月7日－9月29日）     |                                          |
| 爆笑吸血鬼'99                            | 機械女神JtoX                             |                                          |

| 翡翠台 星期二至五 01:30－02:00 8月21日、8月28日 01:45－02:15 9月4日起改為星期二 01:45－02:15 及 星期三至六 01:25－01:55 9月8日 01:35－02:00 9月22日 01:45－02:15 9月15日暫停播映                                        | 翡翠台 星期二至五 01:30－02:00 8月21日、8月28日 01:45－02:15 9月4日起改為星期二 01:45－02:15 及 星期三至六 01:25－01:55 9月8日 01:35－02:00 9月22日 01:45－02:15 9月15日暫停播映 | 翡翠台 星期二至五 01:30－02:00 8月21日、8月28日 01:45－02:15 9月4日起改為星期二 01:45－02:15 及 星期三至六 01:25－01:55 9月8日 01:35－02:00 9月22日 01:45－02:15 9月15日暫停播映 |
| --- | --- | --- |
| | 未來特警 （2001年8月14日－9月22日） | |
| 吹波糖危機2040 重播 （2001年7月3日－8月11日） | 全職獵人 （00:20－01:15）（星期日） （2001年12月16日－2002年7月7日） | |
| 翡翠台 星期二至六 02:35－03:05 11月17、11月24日、12月4日 02:55－03:25 12月1日 02:50－03:20 12月5日至12月8日改為星期三至六 02:40－03:10 12月12日、12月13日 03:35－04:00 12月14日、12月15日 03:35－04:25 12月11日暫停播映 | | |
| 新增動畫時段 | 未來特警 重播 （2001年11月13日－12月15日） | 科學情緣 重播 （2001年12月18日－12月28日） |